# Onthophagus ebenus
Onthophagus ebenus är en skalbaggsart som beskrevs av Louis Albert Péringuey 1888. Onthophagus ebenus ingår i släktet Onthophagus och familjen bladhorningar. Inga underarter finns listade i Catalogue of Life.